# 1107年
| 千纪： | 2千纪 |
| 世纪： | 11世纪 \| 12世纪 \| 13世纪                                                                                 |
| 年代： | 1070年代 \| 1080年代 \| 1090年代 \| 1100年代 \| 1110年代 \| 1120年代 \| 1130年代                           |
| 年份： | 1102年 \| 1103年 \| 1104年 \| 1105年 \| 1106年 \| 1107年 \| 1108年 \| 1109年 \| 1110年 \| 1111年 \| 1112年 |
| 纪年： | 丁亥年（猪年）；辽统七年；北宋大观元年；西夏貞觀七年；大理文安四年；越南龍符元化七年；日本嘉承二年         |

## 大事记
- 小波蘭公爵波列斯瓦夫三世打敗了自己的兄弟茲比格涅夫及其同盟者神聖羅馬帝國皇帝亨利五世後取得大波蘭，成為波蘭最高公爵。
- 高麗王朝尹瓘率軍攻打女真並最終取勝，後在朝鮮半島東北部修建了9座城堡（九城:咸州、英州、雄州、吉州、福州、宜州及通泰、平戎、公嶮）。

## 出生
- 6月12日－宋高宗趙構（1187年去世，80岁）

## 逝世
- 米芾